# Anamaría McCarthy
Anamaría McCarthy (Glen Cove, Nueva York, Estados Unidos 1955) de una madre peruana y un padre norteamericano, es una fotógrafa que reside en Lima, Perú desde 1973. Tiene estudios en cerámica, dibujo, pintura, grabado y fotografía. Se dedica principalmente a la fotografía desde 1987, luego de dedicarse una década a la cerámica escultórica y a la pintura. Los temas en los que se concentra su trabajo son la exploración de la identidad de la mujer, el cuerpo, el desnudo y el autorretrato.

## Carrera
En su trabajo, consistente en más de 20 proyectos individuales, priman el desnudo y el autorretrato, a través de los cuales explora la condición humana.
El trabajo fotográfico de Anamaría McCarthy gira en torno a acontecimientos de su vida personal, así como del contexto sociopolítico peruano. Hechos como el conflicto armado interno peruano, en particular el atentado en la calle Tarata en 1992, lugar donde la artista tenía su estudio; el fallecimiento de sus padres; su separación; la necesidad de autoconocimiento y la búsqueda constante de una identidad son pilares esenciales para entender su obra. Como la artista manifiesta: «Mi trabajo es mi vida y mi vida es mi trabajo (...) cada fase de mi vida ha marcado mi obra».

## Exposiciones individuales
Anamaría McCarthy ha expuesto de forma individual y colectiva en muchas salas dentro y fuera del Perú. Sus principales muestras individuales son: La edad vive de cabello en cabello, Artco, Lima, Perú (2006), Memoria del olvido, exposición bipersonal junto a Kevin McCarthy, organizada por Micromuseo, Paradero Habana, Lima, Perú (2008), La Colmena, Artco, Lima, Perú (2009), A flor de piel: antología de un autorretrato, Casa de las Américas, La Habana, Cuba (2010).
Su última exhibición ha sido su muestra antológica Anatomía interior. Introspectiva (1992 - 2017) realizada en la galería John Harriman del Centro Cultural Británico, en el distrito de Miraflores, en Lima. Esta exposición consistió en un recorrido visual de 25 años de creación, divididos en siete ciclos de la vida de la autora: Mirada/reflexión, Ausencia/perdida, Recuerdo/nostalgia, Soledad/separación, Renacer/trascender, Cambio/permanencias y Plenitud/integridad.

## Reconocimientos
1991 - "Salon Medal" - 50 Salón Internacional de Fotografía de Japón.
1998 - Primera Mención Honrosa - Primera Bienal de Fotografía de San Juan, Puerto Rico.
2017- Nominada mejor exposición de Fotografía y Video del año, Premio Luces, El Comercio.
2021 -Premio Reconocimiento a la Trayectoria, Universidad Peruana de Ciencias Aplicadas, UPC
2024 -Premio Luces 2023, Mejor exposición individual de Artes Visuales del año, El Comercio.

## Obras en colecciones
La colección del Museo de Arte de Lima alberga dos fotografías de la artista: El amor en mi memoria (1995) y Manchas en el vacío (1995).
Otras instituciones peruanas que albergan obras de la artista son el Museo de Arte Contemporáneo de la Universidad Nacional Mayor de San Marcos y el Instituto Cultural Peruano Norteamericano.
En el extranjero, su obra es parte de la colección del Museo de Bellas Artes de Houston.
2024 - Empty Rooms / Salas vacías, Galería de Artes Visuales Ccori Wasi, Lima Perú
2023 - Nostalgia, Centro Cultural Inca Garcilaso, Lima , Perú
- 2019: Reflejo de un momento. Edición: Tierra Baldía
- 2017: Anatomía interior. Introspectiva 1992-2017. Británico. Edición: Dante Trujillo - Solar. Lima, Perú
- 2016: Visiones Compartidas. Anamaría McCarthy y Claudia Cabieses.
- 2013: Palabra viva. Anamaría McCarthy y Claudia Cabieses. Prólogo: Viva Caillaux
- 2008: Tarata: Memoria del olvido. Anamaría McCarthy/ Kevin McCarthy. Edición Planeta y Micromuseo. Prólogo: Salomón Lerner Febres. Lima, Perú.
- 2008: Anamaría McCarthy Fotografías 1990-2008. Edición: RE Ediciones. Prólogo: Ed Shaw.
- 2001: Fotografía corporal por McCarthy. Edición: Taller Experimental Cuerpos Pintados. Santiago de Chile. Prólogo: Ed Shaw.
- 2001: Memoria del cuerpo. Fotografías de Anamaría McCarthy. Coedición de Blume/Peisa. Impreso en Barcelona, España. Prólogo: José Miguel Oviedo.[7]